# White River (Arkansas)
Pour les articles homonymes, voir White River.
La rivière White (en anglais White River) est une rivière des États de l'Arkansas et du Missouri, affluent du fleuve Mississippi.
La rivière est navigable à partir de Batesville, Arkansas jusqu'au confluent avec le Mississippi.
Huit barrages ont été construits sur la rivière (6 dans l'Arkansas, 2 dans le Missouri) et ont formé des lacs artificiels tels le lac Table Rock, le lac Beaver et le lac Bull Shoals.

## Parcours
La rivière prend sa source dans les montagnes Boston (en anglais Boston Mountains) au nord-ouest de l'Arkansas, au sud-est de la ville de Fayetteville, Arkansas. Elle se dirige d'abord vers le nord puis tourne vers le sud-ouest une fois rentrée dans le Missouri pour revenir dans l'Arkansas et se jeter dans le Mississippi après 1162 kilomètres.

## Principaux affluents
Les principaux affluents de la rivière White sont les cours d'eau :
- Bayou des Arc
- Bayou La Grue
- Black
- Buffalo
- Cache

## Principales villes

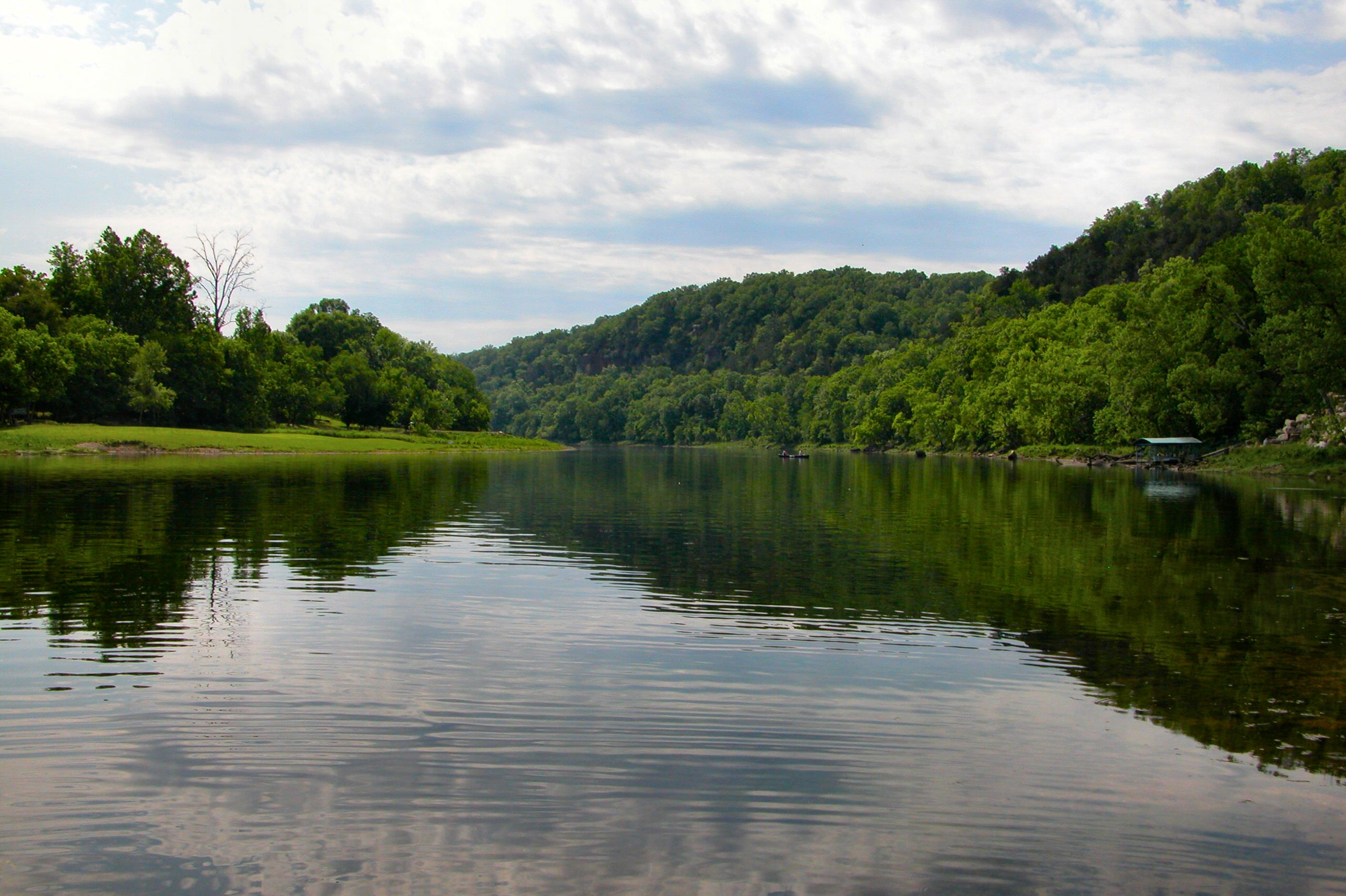
La rivière White près de Flippin, Arkansas

Les principales villes se trouvant proche des rives de la rivière sont :
- Fayetteville
- Springdale
- Rogers
- Branson
- Mountain Home
- Batesville
- Newport

## Sources
- (en) http://www.epa.gov
- (en) http://pubs.usgs.gov